# The Pride of Angry Bear
The Pride of Angry Bear è un cortometraggio muto del 1913 diretto da George Melford.

## Produzione
Il film fu prodotto dalla Kalem Company.

## Distribuzione
Distribuito dalla General Film Company, il film - un cortometraggio di una bobina -  uscì nelle sale cinematografiche statunitensi il 29 gennaio 1913.